# Syzygium tayabense
Syzygium tayabense är en myrtenväxtart som först beskrevs av Eduardo Quisumbing y Argüelles och Elmer Drew Merrill, och fick sitt nu gällande namn av Elmer Drew Merrill. Syzygium tayabense ingår i släktet Syzygium och familjen myrtenväxter.
Artens utbredningsområde är Filippinerna. Inga underarter finns listade i Catalogue of Life.